# Le Couronnement d'épines (van Dyck)
Pour les articles homonymes, voir Le Couronnement d'épines.
Le Couronnement d'épines est un tableau du peintre flamand baroque Antoine van Dyck réalisé entre 1619 et 1620.

## Description
Ce tableau est une peinture religieuse dans laquelle van Dyck décrit un événement biblique de la vie de Jésus de Nazareth. Il s'agit du supplice dont il fit l'objet après avoir été condamné par Ponce Pilate pour avoir voulu se faire roi. Avant d'être crucifié et après avoir été flagellé, il est tourné en dérision et stigmatisé dans les quartiers des soldats romains, coiffé d'une couronne tressée d'épines et muni d'un roseau évoquant le sceptre dans une mise en scène visant à moquer le « Roi des juifs ».
Dans le tableau de van Dyck, Jésus a les mains liées, la tête inclinée, souffrant en silence. Par sa composition et l'utilisation des couleurs, van Dyck a accentué le contraste entre la sérénité de Jésus et l'infamie de ses ravisseurs. En effet, différents personnages l'entourent et se moquent de lui. Un soldat romain dépose sur sa tête la couronne d'épines alors qu'un autre lui offre un roseau comme un sceptre. Deux autres personnages regardent la scène par la fenêtre.

## Historique
Cette toile est une œuvre de jeunesse de van Dyck qui, à cette époque, est âgé de 20 ans et vit encore dans sa ville natale d'Anvers où il est le principal assistant et disciple de Pierre Paul Rubens. Cette peinture révèle d'ailleurs la marque de Rubens avec l'utilisation de couleurs relativement sombres et du clair-obscur ainsi qu'une représentation très réaliste de la musculature qui caractérise la peinture baroque. Van Dyck semble avoir achevé ce tableau lors de son séjour en Italie à partir de 1620 car on y retrouve l'influence de la peinture vénitienne et notamment du Titien, dans sa représentation du visage de Jésus.
Lorsqu'il eut réalisé son tableau, van Dyck l'offrit à Rubens et, lorsque ce dernier décéda, l'œuvre fut acquise par la roi Philippe IV qui la conserva au Monastère de l'Escurial avant qu'elle n'entre au musée du Prado en 1839.